# Gilgamesh

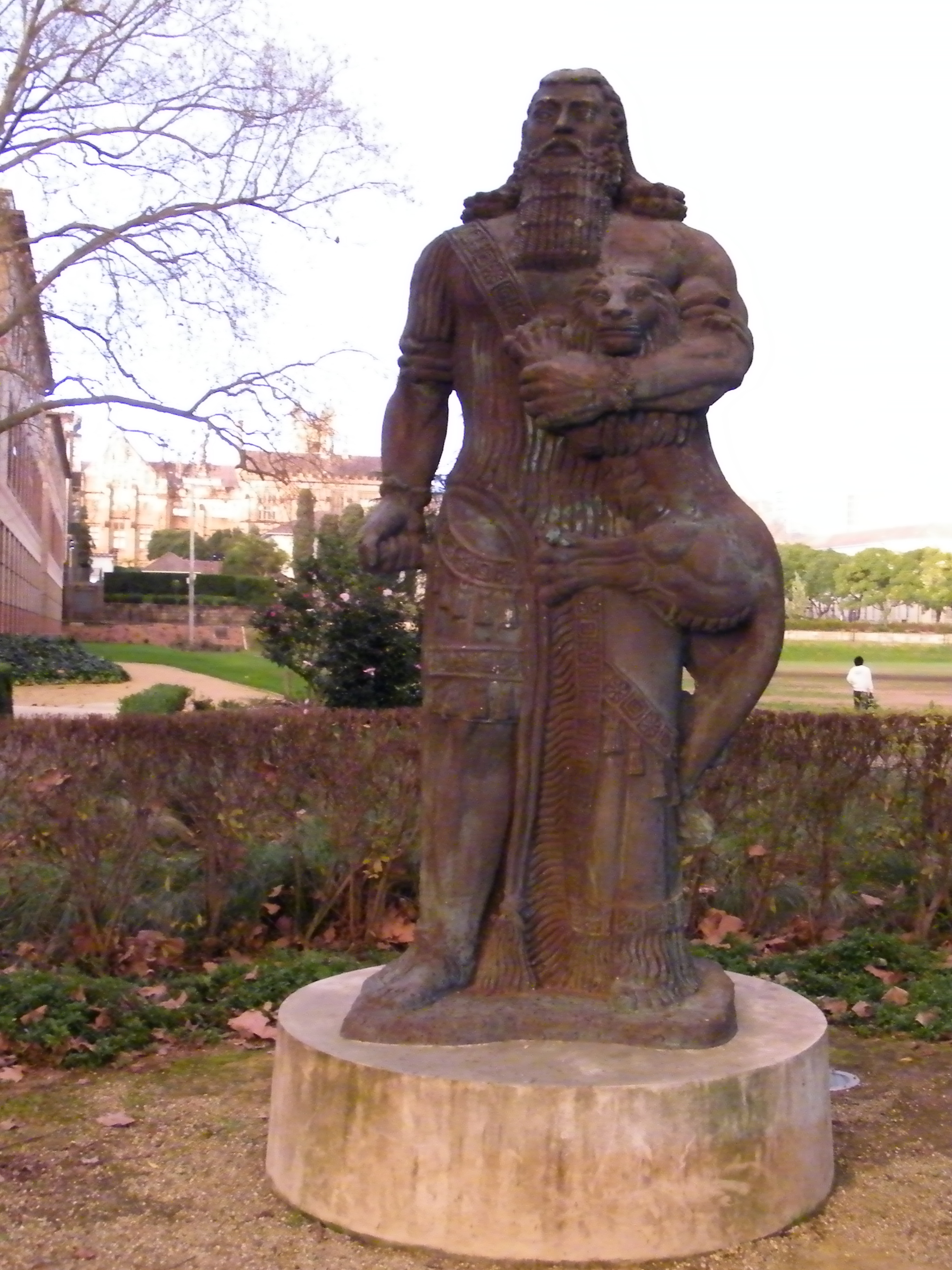
Staty av Gilgamesh.

Gilgamesh var en hjälte i forntida mesopotamisk mytologi och huvudpersonen i Gilgamesheposet, en episk dikt skriven på akkadiska under det andra årtusendet före Kristus Han var möjligen en historisk kung av den sumeriska stadsstaten Uruk, som efter sin död upphöjdes till halvgud. Hans styre skulle förmodligen ha ägt rum någon gång i början av den tidiga dynastiska perioden, ca. 2900–2350 f.Kr. 
Gilgamesh-eposet återupptäcktes i Ashurbanipals bibliotek 1849. Efter att ha översatts i början av 1870-talet orsakade det omfattande kontroverser på grund av likheter mellan delar av det och den hebreiska bibeln. Gilgamesh förblev mestadels obskyr fram till mitten av 1900-talet, men sedan slutet av 1900-talet har han blivit en alltmer framstående figur i modern kultur. 

## Biografi
Gilgamesh var möjligen den tredje kungen i Uruk i Sumer i nuvarande Irak.
Han var sonson till Enmerkar, son till Lugalbanda, far till Ur-Nungal. Gilgamesh efterträddes av sin son Ur-Nungal som regerade i 30 år: "Gilgamesh, vars far var en vålnad, härskare av Kulaba, regerade i 126 år".
Gilgamesh lät bygga ett tempel till Ninlil i Nippur, och möjligen var det han som lät uppföra murarna i Uruk.